# Qeqqikajik

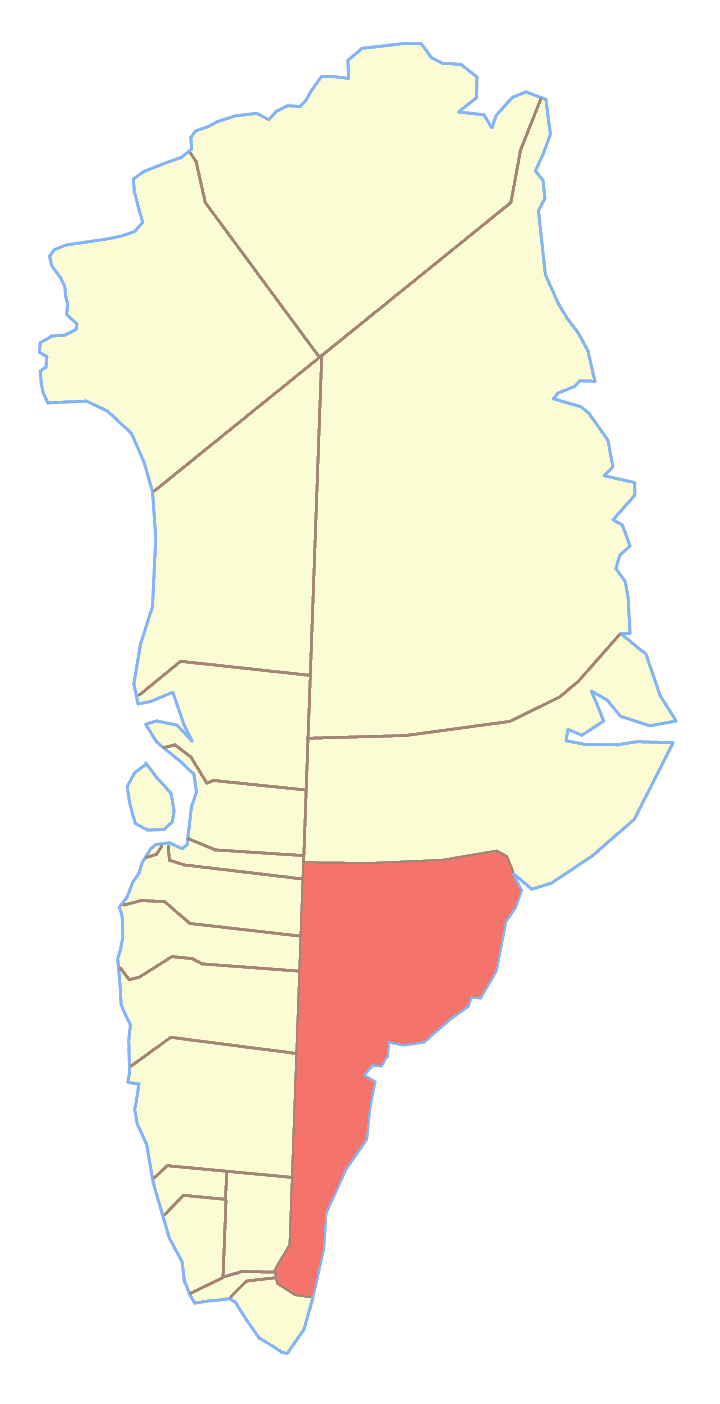
Ex comune di Ammassalik, dove si trovava il Qeqqikajik

Il Qeqqikajik è una montagna della Groenlandia di 704 m. Si trova a 65°45'N 37°21'O; appartiene al comune di Sermersooq.